# William Fielding Ogburn
William Fielding Ogburn, född den 29 juni 1886, död den 27 april 1959, var en amerikansk sociolog och statistiker. 
Han betraktas som en av grundarna till samtida amerikansk sociologi. Han var författare till On Culture and Social Change. Han var ordförande i American Sociological Association. Han var en representant för teknologisk determinism.